# Bolbitius
Bolbitius là một chi nấm trong họ Bolbitiaceae, thuộc bộ Agaricales.

## Danh sách các loài
Tính đến tháng 6 năm 2015, Index Fungorum công nhận 54 loài trong chi Bolbitius sau đây:
- Bolbitius acer
- Bolbitius affinis
- Bolbitius albiceps
- Bolbitius albus
- Bolbitius alliaceus
- Bolbitius ameghinoi
- Bolbitius broadwayi
- Bolbitius bruchii
- Bolbitius brunneus
- Bolbitius caducus
- Bolbitius callistus
- Bolbitius citrinus
- Bolbitius compactus
- Bolbitius coprophilus
- Bolbitius cremeus
- Bolbitius demangei
- Bolbitius elegans
- Bolbitius excoriatus
- Bolbitius exiguus
- Bolbitius expansus
- Bolbitius ferrugineus
- Bolbitius flavellus
- Bolbitius flavus
- Bolbitius floridanus
- Bolbitius grandiusculus
- Bolbitius incarnatus
- Bolbitius intermedius
- Bolbitius jalapensis
- Bolbitius lacteus
- Bolbitius lineatus
- Bolbitius longipes
- Bolbitius luteus
- Bolbitius malesianus
- Bolbitius marginatipes
- Bolbitius mesosporus
- Bolbitius mexicanus
- Bolbitius muscicola
- Bolbitius panaeoloides
- Bolbitius perpusillus
- Bolbitius phascoides
- Bolbitius pluteoides
- Bolbitius pseudobulbillosus
- Bolbitius psittacinus
- Bolbitius reticulatus
- Bolbitius roseipes
- Bolbitius stramineus
- Bolbitius subvolvatus
- Bolbitius titubans
- Bolbitius tjibodensis
- Bolbitius tripolitanus
- Bolbitius tucumanensis
- Bolbitius versicolor
- Bolbitius viscosus
- Bolbitius yunnanensis